# Couvent de Fraubrunnen
Pour les articles homonymes, voir Fraubrunnen.
Le couvent de Fraubrunnen est un couvent de cisterciennes situé sur le territoire de la commune bernoise homonyme de Fraubrunnen, en Suisse.

## Histoire
C'est en 1246, que les comtes Hartmann IV et Hartmann V de Kibourg fondent le couvent appelé Fons beate Maria, alors placé sous l'autorité de l'abbé de Frienisberg. Après la disparition de la famille de Kybourg, en 1420, l'avouerie revient à la ville de Berne.
Détruit par un incendie en 1280, le monastère est reconstruit et connaît un essor culturel et économique important jusqu'à devenir le second couvent le plus important et le plus riche du plateau suisse, après celui de Königsfelden, ses terres s'étendant jusqu'aux villes de Grafenried, Zauggenried, Buren et Limpach. Le monastère possédait alors également des vignobles au dessus du lac de Bienne, ainsi que des maisons et des terres dans les villes de Berthoud, de Berne et de Soleure, d'où venaient la plupart des nonnes.
En 1375, le monastère est envahi par les Gugler qui y logent jusqu'au 26 décembre, lorsqu'une troupe bernoise les bat et les chasse de la région, causant au passage la destruction du monastère et d'une partie du village. L'institution ne se remettra que lentement de ces dommages, avant que le bâtiment ne soit sécularisé à la Réforme protestante en 1528 ; les terres appartenant au convent sont alors converties en bailliage (qui deviendra ensuite un Fraubrunnen) alors que le bâtiment principal est converti en château qui sera occupé par les Français en 1798.
De nos jours, si la structure de base est toujours celle de 1280, la totalité des bâtiments ont été reconstruits au XVIe siècle et au XVIIIe siècle. L'ensemble est inscrit comme bien culturel d'importance régionale.

## Source
- (de) Cet article est partiellement ou en totalité issu de l’article de Wikipédia en allemand intitulé « Kloster Fraubrunnen » (voir la liste des auteurs).

- Notices d'autorité :   - VIAF
  - GND